# Feres (Hebros)
Feres (Grec: Φέρες) és una ciutat i antic municipi de la unitat perifèrica d'Evros, Macedònia Oriental i Tràcia, Grècia. Des de la reforma de govern local del 2011 forma part del municipi d'Alexandrúpoli, del qual és una unitat municipal. El 2011 tenia 8.551 habitants.
Feres va néixer quan el Monestir de la Mare de Déu Salvadora del Món fou fundat el 1152 pel sebastocràtor Isaac Comnè, fill de l'emperador romà d'Orient Aleix I Comnè, com la seva residència i futur lloc d'enterrament. A l'època, el lloc era descrit com a abandonat i cobert de vegetació i conegut com a Vera (grec: Βήρα, de la paraula eslava per dir «aiguamoll»).
El monestir, que estava envoltat d'un doble conjunt de parets, va esdevenir el nucli d'un assentament més gran. Una església dedicada a Sant Procopi va ser construïda<ac< fora de les parets del monestir per la població local.